# Código de área 701

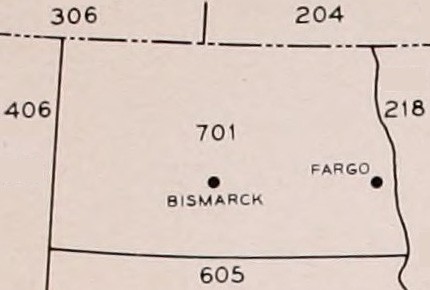
Mapa del código de área de Dakota del Norte en azul (con indicación de los estados limítrofes)

701 es el código de área norteamericano para todo el estado de Dakota del Norte, uno de los pocos estados que posee un único código junto con Dakota del Sur que posee el 605.